# سونی آلفا ۵۵۰
سونی آلفا ۵۵۰ (به انگلیسی: Sony Alpha 550) یک دوربین عکاسی ساخت شرکت سونی است.